# Neotamandua
Neotamandua is een geslacht van uitgestorven miereneters uit het Mioceen en Plioceen van Zuid-Amerika.

## Soorten
Het geslacht Neotamandua omvat de volgende soorten:
- N. conspicua: de typesoort is bekend van fossiele vondsten in de Araucano-formatie in Argentinië uit het Plioceen.
- N. borealis: deze soort leefde in het Mioceen in tropisch Zuid-Amerika. Fossielen zijn gevonden in La Venta in Colombia in afzettingen die dateren van 13,5 tot 11,5 miljoen jaar geleden.

## Kenmerken
Neotamandua was half zo groot als een hedendaagse reuzenmiereneter met een geschat gewicht van tien tot twintig kilogram. Dit dier leefde zowel op de grond als in de bomen, waar het zocht naar nesten van mieren en termieten. Neotamandua had geen grijpstaart, maar de handen en voeten waren in bepaalde opzichten wel vergelijkbaar met die van de tamandoea's of boommiereneters.

## Verwantschap
Ondanks de naam is Neotamandua nauwer verwant aan de reuzenmiereneter dan aan de tamandoea's.